# Juan Komar
Juan Cruz Komar (ur. 13 sierpnia 1996 w Rosario) – argentyński piłkarz włosko-polskiego pochodzenia  grający na pozycji środkowego obrońcy w Rosario Central.

## Sukcesy

### Boca Juniors
- Mistrz Argentyny: 2015[4]